# Dallas Mavericks 1982-1983
La stagione 1982-1983 dei Dallas Mavericks fu la 3ª nella NBA per la franchigia.
I Dallas Mavericks arrivarono quarti nella Midwest Division della Western Conference con un record di 38-44, non qualificandosi per i play-off.

## Risultati
| Squadra           | V  | P  | %    | GB |
| ----------------- | -- | -- | ---- | -- |
| San Antonio Spurs | 53 | 29 | 64,6 | -  |
| Kansas City Kings | 45 | 37 | 54,9 | 8  |
| Denver Nuggets    | 45 | 37 | 54,9 | 8  |
| Dallas Mavericks  | 38 | 44 | 46,3 | 15 |
| Utah Jazz         | 30 | 52 | 36,6 | 23 |
| Houston Rockets   | 14 | 68 | 17,1 | 39 |

## Roster
| N° | Naz.                   | Ruolo | Sportivo         | Anno | Alt. | Peso |
| -- | ---------------------- | ----- | ---------------- | ---- | ---- | ---- |
| 14 | Stati Uniti (bandiera) | G     | Kelvin Ransey    | 1958 | 185  | 77   |
| 15 | Stati Uniti (bandiera) | G     | Brad Davis       | 1955 | 191  | 82   |
| 20 | Stati Uniti (bandiera) | A     | Bill Garnett     | 1960 | 206  | 102  |
| 22 | Stati Uniti (bandiera) | G     | Rolando Blackman | 1959 | 198  | 86   |
| 23 | Stati Uniti (bandiera) | GA    | Allan Bristow    | 1951 | 201  | 95   |
| 24 | Stati Uniti (bandiera) | GA    | Mark Aguirre     | 1959 | 198  | 105  |
| 25 | Stati Uniti (bandiera) | A     | Corny Thompson   | 1960 | 203  | 102  |
| 31 | Stati Uniti (bandiera) | A     | Jay Vincent      | 1959 | 201  | 100  |
| 33 | Stati Uniti (bandiera) | GA    | Elston Turner    | 1959 | 196  | 86   |
| 34 | Stati Uniti (bandiera) | GA    | Jim Spanarkel    | 1957 | 196  | 86   |
| 40 | Stati Uniti (bandiera) | AC    | Kurt Nimphius    | 1958 | 208  | 99   |
| 42 | Stati Uniti (bandiera) | AC    | Pat Cummings     | 1956 | 206  | 104  |
| 44 | Stati Uniti (bandiera) | AC    | Scott Lloyd      | 1952 | 208  | 104  |

## Staff tecnico
- Allenatore: Dick Motta
- Vice-allenatore: Bob Weiss
- Preparatore atletico: Doug Atkinson